# Елементарна честица
Елементарне честице су субатомске честице за које се верује да се не могу поделити на мање. С друге стране, субатомске честице су све честице мање од атома, без обзира на њихову сложеност (или елементарност). При томе, ово 'мање од атома' треба схватити условно јер неки кваркови имају масу реда величине најтежих хемијских елемената. Неке елементарне честице су стабилне, друге су пак нестабилне. Она честица која препуштена сама себи, тј. када не интерагује ни са једном другом честицом, опстаје непромењених карактеристика све док трају ти услови, назива се стабилном. Она која чак и у тим условима, после извесног времена, мења своје карактеристике, односно преживљава спонтану трансформацију (распад) у неке друге елементарне честице, назива се нестабилном. У одговарајућој интеракцији са датим елементарним честицама, међутим, и свака стабилна честица може да се трансформише у друге честице. Супротно, за време трајања одређених интеракција, и неке нестабилне честице могу да задрже свој идентитет све док те интеракције трају. Елементарне честице се могу поделити на честице материје и честице преносиоце сила.
Честице за које се у данашње време сматра да су елементарне обухватају фундаменталне фермионе (кваркове, лептоне, антикваркове, и антилептоне), који су генерално „материјалне честице” и „антиматеријске честице”, као и фундаменталне бозоне (баждарене бозоне и Хигсове бозоне), који су генерално „честице силе” које посредују интеракције међу фермионима. Честица која садржи две или више елементарних честица је композитна честица. Свакодневна материја се састоји од атома, за које се некад сматрало да су елементарне честице материје — атом на грчком језику значи „недељив”, мада је постојање атома било контроверзно до око 1910, при чему су неки од водећих физичара сматрали молекуле математичким илузијама, и да је материја ултиматно сачињена од енергије. Ускоро су идентификовани субатомски конституенти атома. Почетком 1930-их, електрон и протон су уочени, заједно са фотоном, честицом електромагнетне радијације. У то време, недавни напреци квантне механике су радикално изменили концепцију честица, као појединачних ентитета који могу наизглед да обухватају поље као што то чине таласи, што је парадокс који још увек избегава задовољавајуће објашњење.
У складу са квантном теоријом, протони и неутрони се састоје од кваркова — горњих кваркова и доњих кваркова — који се сад сматрају елементарним честицама. Унутар молекула, три електронска степена слободе (наелектрисање, спин, орбитала) могу се раздвојити путем таласне функције у три квазичестице (холон, спинон, орбитон). С друге стране слободни електрон — који не ротира у орбити око атомског језгра и стога нема орбитално кретање — изгледа нераздвојив и сматра се елементарном честицом. Око 1980, статус елементарне честице као истински елементарне — ултиматни конституент супстанце — углавном је одбациван у корист практичнијих гледишта, утелотворених у стандардном моделу физике елементарних честица, који је познат као научно најуспешнија теорија. Његове многобројне разраде и теорије изван стандардног модела, укључујући популарну суперсиметрију, удвостручиле су број елементарних честица постављајући хипотезу да је свака позната честица асоцирана са партнером из „сенке” који је далеко масивнији, мада сви такви суперпатнери остају неоткривени. Истовремено, елементарни бозон који посредује гравитацију, гравитон, исто тако је још увек хипотетичан.

## Честице материје
Честице материје сачињавају атоме, молекуле, жива бића, свет око нас. У њих спадају кваркови и лептони. Кваркови су елементарне честице које сачињавају протоне, неутроне и све остале сложене честице тј. барионе и мезоне, односно хадроне.
Према садашњим моделима примордијалне нуклеосинтезе, примордијална композиција видљиве материје свемира се састојала од око 75% водоника и 25% хелијума-4 (по маси). Неутрони су сачињени од једног или два доњег кварка, док су протони сачињени од два горња и једног доњег кварка. Друге широко заступљене елементарне честице (као што су електрони, неутрина, или слаби бозони) толико су лаки или толико ретки у односу на атомска језгра, да се може занемарити њихов допринос укупној маси видљивог свемира. Стога, може се закључити да се највећи део видљиве масе свемира састоји од протона и неутрона, који се попут свих бариона састоје од горњих и доњих кваркова.
Према неким проценама постоји око 1080 бариона (скоро у потпуности у виду протона и неутрона) у видљивом универзуму. Број протона у видљивом свемиру се назива Едингтоновим бројем. У погледу броја честица, неке процене имплицирају да је скоро сва материја, изузев тамне материје, постоји у облику неутрина и да око 1086 елементарних честица материје постоји у видљивом свемиру, углавном неутрини. Према другим проценама постоји око 1097 елементарних честица у видљивом свемиру (не рачунајући тамну материју), углавном фотони и други носиоци силе без масе.

### Кваркови
Кваркови су честице које имају спин 1/2 као и све остале честице материје, али имају електрични набој од 1/3c. Поред спина и наелектрисања, имају и особину која се зове боја и она може имати 3 основне вредности. Граде теже честице тако што се повежу 3 кварка - хадрони, нуклеони - у безбојну комбинацију или тако да се повежу 1 кварк и 1 антикварк исте боје чинећи при томе безбојну честицу. Кваркови су по физичким мерилима изузетно масивне честице.
Кваркова има 6 врста, сврстаних у 3 пара
Up i down кварк чине цео космос јер су они облици кваркова са најмањом масом и, према томе, најмањом енергијом, тј. најстабилнији су. Сви остали кваркови су добијени у акцелераторима честица при врло великим енергијама на врло мале делове времена. Сви остали кваркови су много масивнији од u и d и они граде егзотичне врсте тешких честица, које се распадају на мање масивне после пар милисекунди.
Колико се сада зна, кваркови су честице које можда уопште немају димензије, али се као горња граница за њихов пречник узима граница од 10-17 m. Кваркови се никад не могу наћи изоловани већ само повезани у честице које су безбојне јер што су даље кваркови један од другог, то је сила између њих јача, али и ако честици сачињеној од кваркова предамо довољно енергије за раскидање везе између кваркова, та енергија ће се претворити у још једну безбојну честицу сачињену од кваркова.

### Лептони
То су елементарне честице које не праве друге сложене честице, али учествују у важним физичким процесима. Имају спин 1/2, наелектрисање 1c и осетљиви су на слабу силу. Имају масу која је знатно мања од масе кваркова, али, за разлику од њих, могу се наћи слободни.
Лептони се јављају у 6 врста:
- електрон
- мион
- тау

и њихови одговарајући неутрини:
- електронски неутрино
- мионски неутрино
- тау неутрино

Електрон и електронски неутрино су лептони са најмањом масом, тако да су они лептони који чине космос. Сви остали лептони имају знатно већу масу, али могу да настану при реакцијама у језгрима звезда и у акцелераторима. Неутрини се јављају у термонуклеарним реакцијама уз њихов одговарајући лептон. За неутрине се донедавно мислило да немају масу, али пре пар година је откривено да неутрини могу да мењају врсту, тј. да осцилирају из једне врсте у другу, што је јасан показатељ да неутрини имају масу која је бар 1000 пута мања од масе електрона.

## Честице преносиоци силе
Честице преносиоци силе преносе интеракције међу честицама материје и понеке између самих себе. То су честице са целобројним спином од којих неке имају масу. Те честице су носиоци поља основних физичких сила као што су електромагнетна, јака, слаба и гравитациона.
Преносилац електромагнетне силе је фотон који преноси интеракције између честица са наелектрисањем. Фотон нема масу мировања, има спин 1 и истовремено је своја античестица.
Преносиоци слабе силе су +, -, Z° бозони. То су честице које имају врло велику масу. Преносе интеракцију између лептона и кваркова, тј. између сваке честице која има наелектрисање. Имају велику улогу у радиоактивном распаду.
Преносиоци јаке силе су глуони. То су честице без масе са спином 1 које се јављају у 8 врста од којих свака може бити у 3 боје, тј. постоји 24 могуће врсте глуона. Они преносе јаку силу између кваркова и између себе самих. Одликују се једном чудном особином због тога што су кваркови даље један од другог, јачина везе између њих расте. То је разлог зашто се кваркови не могу наћи у изолованом стању, већ само у виду кварк-глуонске плазме.

### Уџбеници
- Bettini, Alessandro (2008). Introduction to Elementary Particle Physics. Cambridge University Press. ISBN 978-0-521-88021-3.
- Coughlan, G. D., J. E. Dodd, and B. M. Gripaios (2006) The Ideas of Particle Physics: An Introduction for Scientists, 3rd ed. Cambridge University Press. An undergraduate text for those not majoring in physics.
- Griffiths, David J. (1987). Introduction to Elementary Particles. John Wiley & Sons. ISBN 978-0-471-60386-3..
- Kane, Gordon L. (1987). Modern Elementary Particle Physics. Perseus Books. ISBN 978-0-201-11749-3.
- Perkins, Donald H. (2000). Introduction to High Energy Physics (4th изд.). Cambridge University Press.